# Mâconnais
| Mâconnais       | Mâconnais                                 |
|                 |                                           |
| --------------- | ----------------------------------------- |
| Regionen        | Bourgogne                                 |
| Departemente    | Saône-et-Loire                            |
| Fläche in km²   | ~1200                                     |
| Regionalstädte  | Mâcon, Cluny, Tournus                     |
| Geologie        | Vorbergzone                               |
| Relief          | von 167 bis 758 m                         |
| Hauptproduktion | Weißwein                                  |
| Nachbarregionen | Bresse, Beaujolais, Chalonnais, Charolais |
| Arrondissements | Mâcon                                     |

Das Mâconnais ist eine natürliche Landschaft und ehemalige Grafschaft (→ Grafschaft Mâcon) in Frankreich von fast 1200 km² Fläche. Die Gegend, deren Namen sich von der Stadt Mâcon ableitet, ist Bestandteil des Départements Saône-et-Loire und der Region Bourgogne-Franche-Comté. Ihre Ausdehnung entspricht in etwa jener des Arrondissements Mâcon. Die rund 110.000 Bewohner des Mâconnais leben vorwiegend – wenn oft auch indirekt – vom Weinbau. Das Mâconnais ist nicht nur das geografisch zentrale, sondern mit einer Rebfläche von 6.920 Hektar (was einem relativen Anteil von fast 25 % entspricht) auch das größte Weinanbaugebiet des Burgunds.
Ein eher kleiner, für den Weinbau aber wesentlicher Teil der Landschaft wird Haut-Mâconnais genannt. Die Ausdehnung dieses Untergebiets entspricht in etwa den Grenzen des ehemaligen Kantons Lugny. Die Gemeinde Lugny ist der Hauptort des Haut-Mâconnais.
Der Dialekt, welcher in der Gegend gesprochen wird, ist eine Zwischenform der Langues d’oïl und dem Franko-Provenzalischen.

## Geografie

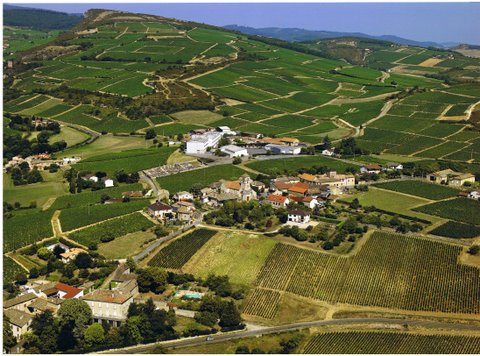
Luftaufnahme des Dorfes Davayé 6 km nördlich von Mâcon

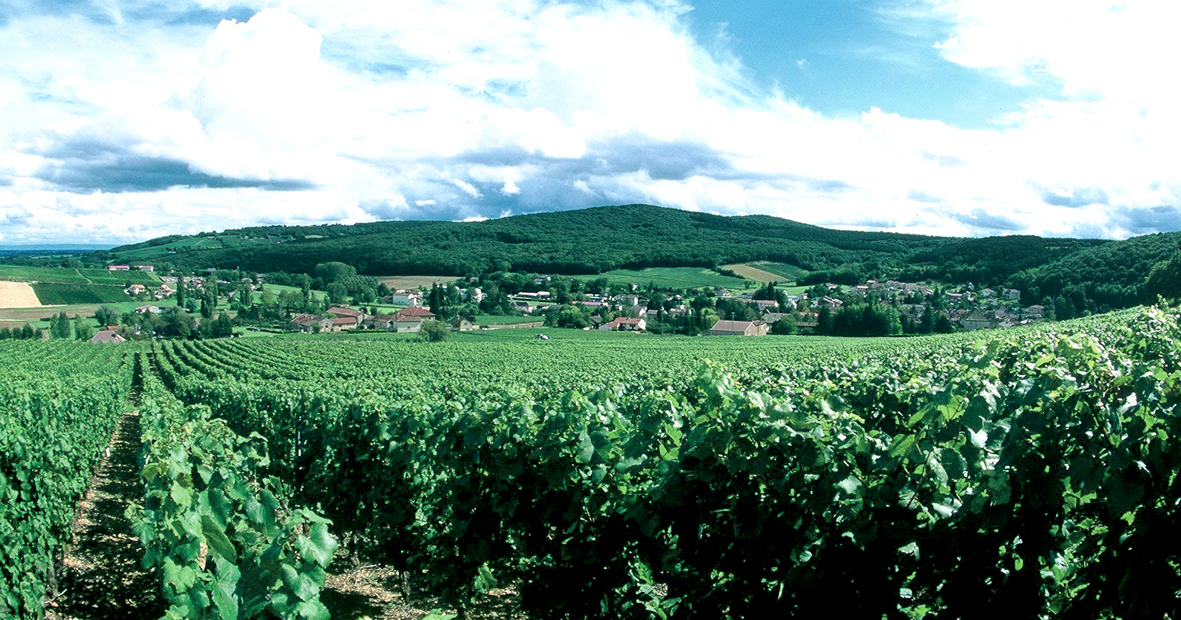
Landschaft im Haut-Mâconnais in der Nähe von Lugny

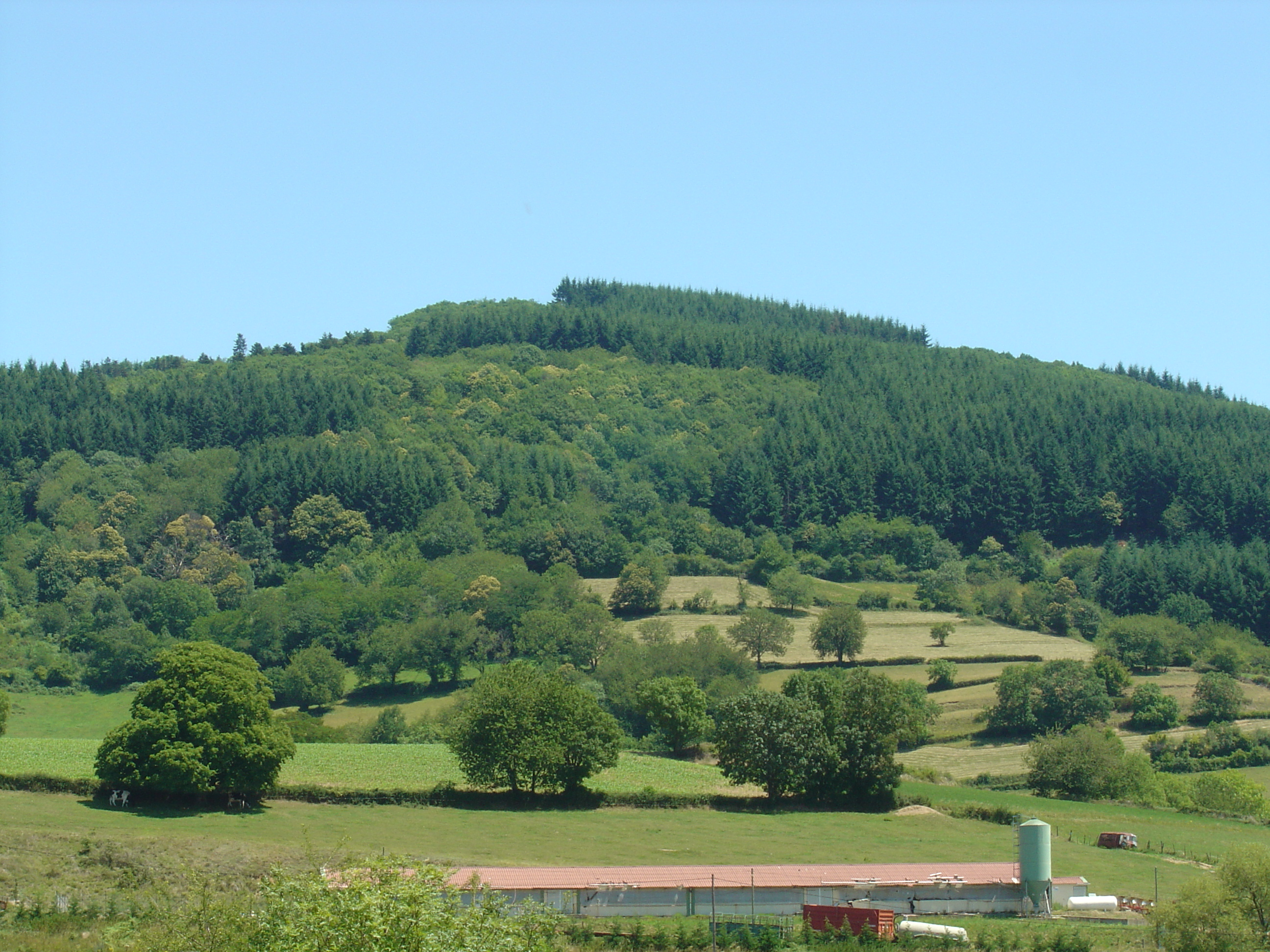
Mit 758 Metern ist der Signal de la Mère Boitier die höchste Erhebung im Mâconnais.

Die Landschaft beginnt im Westen an den nordöstlichsten Ausläufern des Zentralmassivs und erstreckt sich im Osten bis zum linken Ufer der Saône. Im Norden reicht das Mâconnais bis zur Stadt Tournus an der Grenze zur Landschaft Bresse und im Süden bis zum Beaujolais. Ihre wichtigsten Städte sind Mâcon, Cluny und Tournus.
Das Mâconnais lässt sich in Nord-Süd-Orientierung in drei gut zu unterscheidende Zonen aufteilen. Das tiefgelegene Gebiet im Osten ist ein ziemlich schmales Band im Tal der Saône dessen Alluvialböden gute Voraussetzungen für intensiven Ackerbau abgeben. Hier konzentrieren sich nicht nur der Großteil der Bevölkerung, sondern auch die Fernverkehrswege wie die Autoroute A6, welche Paris mit Lyon verbindet, die Bahngeleise des Hochgeschwindigkeitszuges (TGV) LGV Sud-Est und die kanalisierte Saône.
Die mittlere Zone bildet sich aus den letzten Ausläufern des Zentralmassivs. An ihren Flanken aus Kalkstein breiten sich die begehrtesten Lagen für den Weinanbau aus. Da die Hänge auf der Ostseite des Gebirges liegen, sind sie klimatisch begünstigt: Der vorherrschende Westwind regnet sich an der Westflanke ab und erreicht die Saône-Ebene als trockener, warmer Fallwind.
Gegen Westen gewinnen die Berge des Mâconnais an Höhe und das Gestein wird kristallin (Granitsockel). Markante Gipfel sind  im Norden (auf der Höhe von Tournus) der Roche d’Aujoux (487 m ü. M.), der Signal de la Mère Boitier im Zentrum (758 m ü. M.) und der Mont Saint-Romain im Süden  (579 m ü. M.). In dieser Bergzone wird vorwiegend Viehhaltung und Forstwirtschaft betrieben.
Mit einer Bevölkerungsdichte von 92 Einwohnern pro km² liegt das Mâconnais leicht unter dem nationalen Durchschnitt.

## Geschichte
In der Antike lag Mâcon an bedeutenden Handelswegen und sollten nicht schon die Kelten Wein in der Region angebaut haben, dann haben die Römer sicher damit begonnen.
Mâcon war im Frühmittelalter Sitz eines Bistums und das Mâconnais wurde über Jahrhunderte von Bischöfen dominiert. Der erste Bischof, der schriftlich erwähnt wird, hieß Saint-Placide und amtete von 538 bis 555. Im Jahre 843 unterteile der Vertrag von Verdun das Reich Karls des Großen, die Saône bildete dabei eine natürliche Grenze zwischen dem Königreich Frankreich im Westen und dem Römisch-Deutschen Reich im Osten. Dank ihrer Grenzlage kam die Region in den Genuss von Wegzöllen. Um 850 wurde das Mâconnais zur Grafschaft (ab dem Jahre 926 vererbbar). Der letzte Graf Géraud II de Mâcon et Vienne verstarb 1224 und seine Tochter Alix de Mâcon (auch Alix de Bourgogne oder Alice de Vienne genannt) verkaufte das Lehen nach dem Tod ihres Ehemanns Jean de Braine 1239 an den französischen König Ludwig den Heiligen. 1435, im Vertrag von Arras, trat König Karl VII. die Grafschaft Mâcon an den burgundischen Herzog Philipp dem Guten ab, aber nachdem das Haus Burgund mit dem Schlachtentod Karls des Kühnen 1477 in männlicher Linie ausstarb, fiel sie – wie auch das übrige Burgund – an die Krone zurück. Im Damenfrieden von Cambrai anerkannte auch der römisch-deutsche Kaiser Karl V. den französischen Besitzanspruch über das Màconnais.
Die Hugenottenkriege verliefen für die Region blutig. Mâcon wurde am 5. Mai 1562 vom protestantischen Anführer Charles Balzac d’Entragues, der meist Antraguet genannt wurde, eingenommen. Bereits am 18. August desselben Jahres eroberte Maréchal Tavannes die Stadt für die Katholiken zurück. Am 29. September 1567 nahmen erneut die Hugenotten Besitz von Mâcon, allerdings konnten sie die Stadt nur bis zum 4. Dezember desselben Jahres halten. Vom Massaker in der Bartholomäusnacht blieben die Hugenotten des Mâconnais verschont, vermutlich weil der damalige Amtmann von Mâcon, Philibert de la Guiche, passiven Widerstand leistete und die Befehle des Königs Karl IX. nicht umsetzte. Die Gegend war im 16. Jahrhundert tatsächlich eine Hochburg der Hugenotten, was auch ihren Widersacher die Heilige Liga anzog. Letztere konnte jedoch nicht verhindern, dass der Hugenotte Heinrich von Navarra als Heinrich IV. König von Frankreich wurde. Obwohl aus Pragmatismus zum Katholizismus konvertiert, wurde Heinrich weiter von der Liga bekämpft. Erst 1594 gelang es dem König das Mâconnais zu unterwerfen und er ließ zahlreiche Dörfer im Haut-Mâconnais schleifen, in welchen sich die letzten Anführer der Liga verschanzt hatten.
Bis zur Französischen Revolution war das Mâconnais unter dem Namen Les États particuliers du Mâconnais ein eigener Verwaltungsbezirk. Die Provinz erhielt fix ein Zwölftel des don gratuit (freiwillige Ehrenabgabe des Klerus – ursprünglich um den Kampf gegen die Hugenotten zu finanzieren), der im Burgund eingezogen wurde; der Rest wurde auf die übrige Provinz Burgund verteilt.
Unmittelbar nach der Erstürmung der Bastille von Paris im Jahre 1789 begannen die Bergbauern des Mâconnais zu revoltierten. Nachdem es zu zahlreichen Plünderungen gekommen war, wurden viele der Aufständischen von den städtischen Milizen in Mâcon, Cluny und Tournus exekutiert.

## Weinbau

Die Weinlagen des Mâconnais

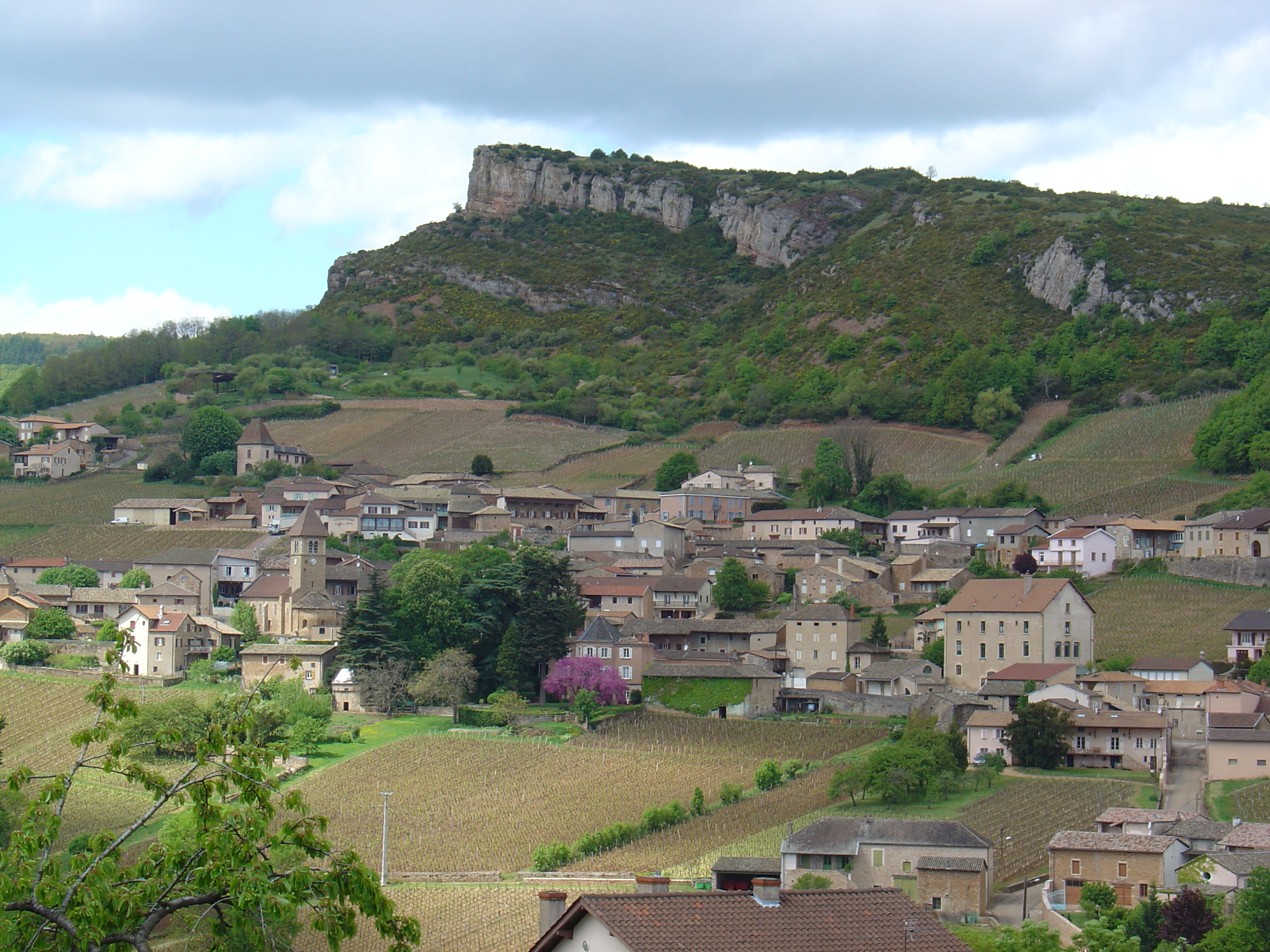
Solutré-Pouilly ist eine der vier Gemeinden, die den begehrten Weißwein Pouilly-Fuissé hervorbringt.

Das Weinanbaugebiet Mâconnais ist Teil der Weinregion Burgund. Es erstreckt sich in Form eines Streifens über zirka 50 Kilometer zwischen Tournus im Norden und Romanèche-Thorins im Süden. Die Rebfläche umfasst etwa 6.920 Hektar und die Jahresproduktion liegt bei rund 450.000 Hektolitern. 85 % der heutigen Produktion ist Weißwein, historisch war das Verhältnis eher umgekehrt: Früher war die für Rotwein geeignete Gamay-Traube vorherrschend, für die aber nach heutigem Kenntnisstand die meisten Böden im Mâconnais nicht optimal sind.
Die bekannten Weißweine des Mâconnais werden aus der Rebsorte Chardonnay, benannt nach dem gleichnamigen kleinen Dorf im Haut-Mâconnais (→ Gemeinde Chardonnay), vinifiziert. Für den lokalen Verbrauch wird auch etwas Pinot Noir angebaut. Ganz im Süden hat das Mâconnais unter der Bezeichnung Moulin à Vent einen kleinen Anteil am Beaujolais. Dieser Rotwein wird aus der Gamay-Traube gekeltert. 

### Appellationen
Im Maconnais dürfen in der Umgebung von fünf Orten Weine als „Crus Classés“ (Klassifizierte Gewächse) erzeugt werden:
- Pouilly-Fuissé
- Pouilly-Vinzelles
- Pouilly-Loché
- Saint-Véran
- Viré-Clessé

Außerdem gibt es die beiden Appellationen:
- Mâcon-Villages AOC ausschließlich für Weißweine. Die Erzeugnisse dürfen auch Mâcon & „Name der Gemeinde“ genannt werden, wie zum Beispiel Mâcon-Lugny AOC aus der Gemeinde Lugny.
- Mâcon AOC für Weine aus einfacheren Lagen.

#### Mâcon-Villages AOC
In folgenden Orten darf der Weißwein Mâcon-Villages AOC hergestellt werden:
Azé, Boyer, Bray, Burgy, Bussières, Chaintré, Chardonnay, Charnay-lès-Mâcon, Cruzille, Davayé, Fuissé, Igé, La Roche-Vineuse, Loché (heute Teil der Stadt Mâcon), Lugny, Mancey, Milly-Lamartine, Montbellet, Péronne, Pierreclos, Prissé, Saint-Gengoux-le-National, Serrières, Solutré-Pouilly, Vergisson, Verzé und Vinzelles.

#### Mâcon AOC
Neben den Orten, in denen Mâcon-Village AOC produziert werden darf, darf Rot-, Rosé- und Weißwein als Mâcon AOC in folgenden Gemeinden hergestellt werden: 
Ameugny, Berzé-la-Ville, Berzé-le-Châtel, Bissy-la-Mâconnaise, Bissy-sous-Uxelles, Blanot, Bonnay, Bresse-sur-Grosne, Burnand, Champagny-sous-Uxelles, Chânes, Chapaize, Chevagny-les-Chevrières, Chissey-lès-Mâcon, Clessé, Cortambert, Cortevaix, Crêches-sur-Saône, Curtil-sous-Burnand, Etrigny, Grevilly, Hurigny, Jugy, La Chapelle-sous-Brancion, Laives, La Vineuse, Lournand, Malay, Martailly-lès-Brancion, Massy, Montceaux-Ragny, Nanton, Ozenay, Plottes, Saint-Gengoux-de-Scissé, Saint-Maurice-de-Satonnay, Saint-Ythaire, Salornay-sur-Guye, Savigny-sur-Grosne, Sennecey-le-Grand, Sigy-le-Châtel, Sologny, Tournus, Uchizy und Vers.
In dem Mâcon-Village AOC-Ort Serrières dürfen jedoch nur Rotweine erzeugt und in den Orten Fuissé, Loché, Montbellet, Solutré-Pouilly, Vergisson und Vinzelles nur Weißweine erzeugt werden.

#### Übersicht über die Appellation
| Bezeichnung                     | Seit | Produkt         | Gemeinden                                                                      | Rebfläche in Hektar | Produktion in Hektoliter | Erlaubter Ertrag hl/ha      | Alkoholgehalt in Volumenprozent |
| ------------------------------- | ---- | --------------- | ------------------------------------------------------------------------------ | ------------------- | ------------------------ | --------------------------- | ------------------------------- |
| Mâcon AOC                       | 1937 | weiß, rosé, rot | Diverse (siehe oben)                                                           | 78                  | 7.366                    | weiß: 60–75 rot/rosé: 55–69 | weiß: 10,5–13,5 rot/rosé: 10–13 |
| Mâcon & „Name der Gemeinde“ AOC | 1937 | weiß, rosé, rot | Diverse (siehe oben)                                                           | 1.829               | 116.040                  | weiß: 60–75 rot/rosé: 55–69 | weiß: 11–13,5 rot/rosé: 10,5–13 |
| Mâcon-Villages AOC              | 1937 | weiß            | Diverse                                                                        | 1.336               | 81.194                   | 58–73                       | 10,5–13                         |
| Pouilly-Fuissé                  | 1936 | weiß            | Solutré-Pouilly – Fuissé – Chaintré – Vergisson                                | 757                 | 42.929                   | 50–70                       | 11–13                           |
| Pouilly-Vinzelles               | 1940 | weiß            | Loché (→ Mâcon) – Vinzelles                                                    | 52                  | 2.717                    | 50–70                       | 11–13,5                         |
| Pouilly-Loché                   | 1940 | weiß            | Loché (→ Mâcon)                                                                | 22                  | 1.825                    | 50–70                       | 11–13,5                         |
| Saint-Véran                     | 1971 | weiß            | Chânes – Chasselas – Davayé – Leynes – Prissé – Saint-Vérand – Solutré-Pouilly | 680                 | 40.832                   | 50–70                       | 11–13,5                         |
| Viré-Clessé                     | 1999 | weiß            | Clessé – Laizé – Montbellet – Viré                                             | 391                 | 22.876                   | 55–70                       | 11,5–13,5                       |

## Persönlichkeiten
Der große französische Romantiker Alphonse de Lamartine, geboren am 21. Oktober 1790 in Mâcon, ließ sich als Dichter von seiner Heimat inspirieren. Er engagierte sich auch über viele Jahre als Lokalpolitiker für das Mâconnais.